# Valaská Belá
Valaská Belá (hongrois : Bélapataka) est un village de Slovaquie situé dans la région de Trenčín.

## Histoire
La première mention écrite du village date de 1324.

## Démographie

### Évolution de la population
| Année:               | 1994. | 2004.    | 2014.   | 2024.    |
| -------------------- | ----- | -------- | ------- | -------- |
| Nombre de personnes: | 2599  | 2327     | 2171    | 1905     |
| Différence:          |       | -10,46 % | -6,70 % | -12,25 % |

| Année:               | 2023. | 2024.   |
| -------------------- | ----- | ------- |
| Nombre de personnes: | 1946  | 1905    |
| Différence:          |       | -2,10 % |